# Peter Winzer

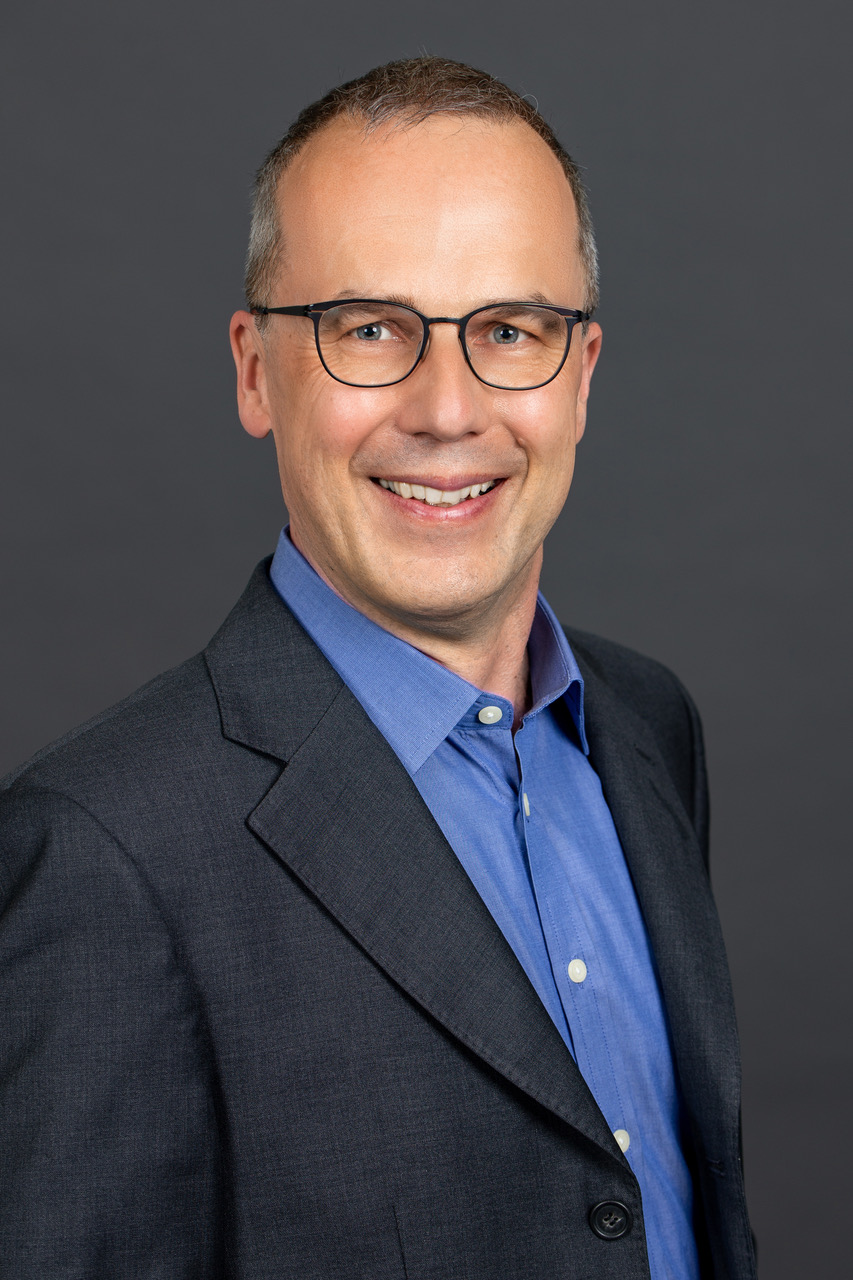
Peter Winzer (2025)

Peter Winzer (* 5. Oktober 1965 in Heidelberg) ist ein deutscher Wirtschaftswissenschaftler und seit 2003 Professor für Telekommunikations- und Medienwirtschaft an der Hochschule RheinMain in Wiesbaden. Er ist zudem als Unternehmensberater und Gutachter tätig. Peter Winzer hat zahlreiche wissenschaftliche Arbeiten veröffentlicht, insbesondere zu Themen in den Bereichen Telekommunikationsökonomie/-regulierung, E-Business und Medienwirtschaft.

## Leben
Peter Winzer begann sein Studium 1986 in den Fächern Physik und Mathematik an der Universität Heidelberg. Von 1987 an studierte er (z. T. mit einem Stipendium des Instituts für Begabtenförderung der Konrad-Adenauer-Stiftung) Wirtschaftsingenieurwesen am Karlsruher Institut für Technologie und schloss 1991 als Diplom-Wirtschaftsingenieur ab.
Von 1991 bis 1994 war er in verschiedenen Fach- und Führungspositionen in den Bereichen Controlling und Wettbewerbsanalyse bei Procter & Gamble tätig. Von 1994 bis 1999 arbeitete er an der Universität Duisburg-Essen (Lehrstuhl für Unternehmens- und Technologieplanung, Schwerpunkt Telekommunikationswirtschaft, Torsten J. Gerpott), wo er im Januar 2000 mit einer Arbeit zum Thema Netzzusammenschaltungsentgelte zum Dr. rer. oec. promoviert wurde.
Peter Winzer ist seit 1996 als Unternehmensberater bei der Dialog Consult GmbH (seit 1999 als Gesellschafter) sowie als Sachverständiger tätig.
Im März 2003 wurde Winzer zum Professor für Telekommunikations- und Medienwirtschaft an der Hochschule RheinMain in Wiesbaden berufen.
Er ist verheiratet und hat zwei Töchter.

## Engagement und Mitgliedschaften
- Gründer und Veranstalter der Fachkonferenz Mobile Media Forum (seit 2008)
- Gründungsmitglied des Center of Advanced E-Business Studies (CAEBUS) (seit 2014)
- Mitglied im Wissenschaftlichen Arbeitskreis für Regulierungsfragen (WAR) der Bundesnetzagentur (seit Juli 2024)
- Mitglied im Wissenschaftlichen Beirat der Zeitschrift N&R Netzwirtschaften und Recht (seit Januar 2025)